# Curimatidae

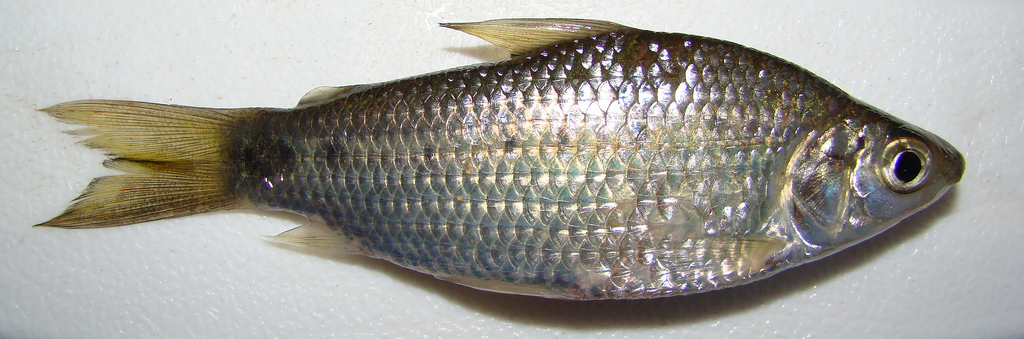
Cyphocharax voga

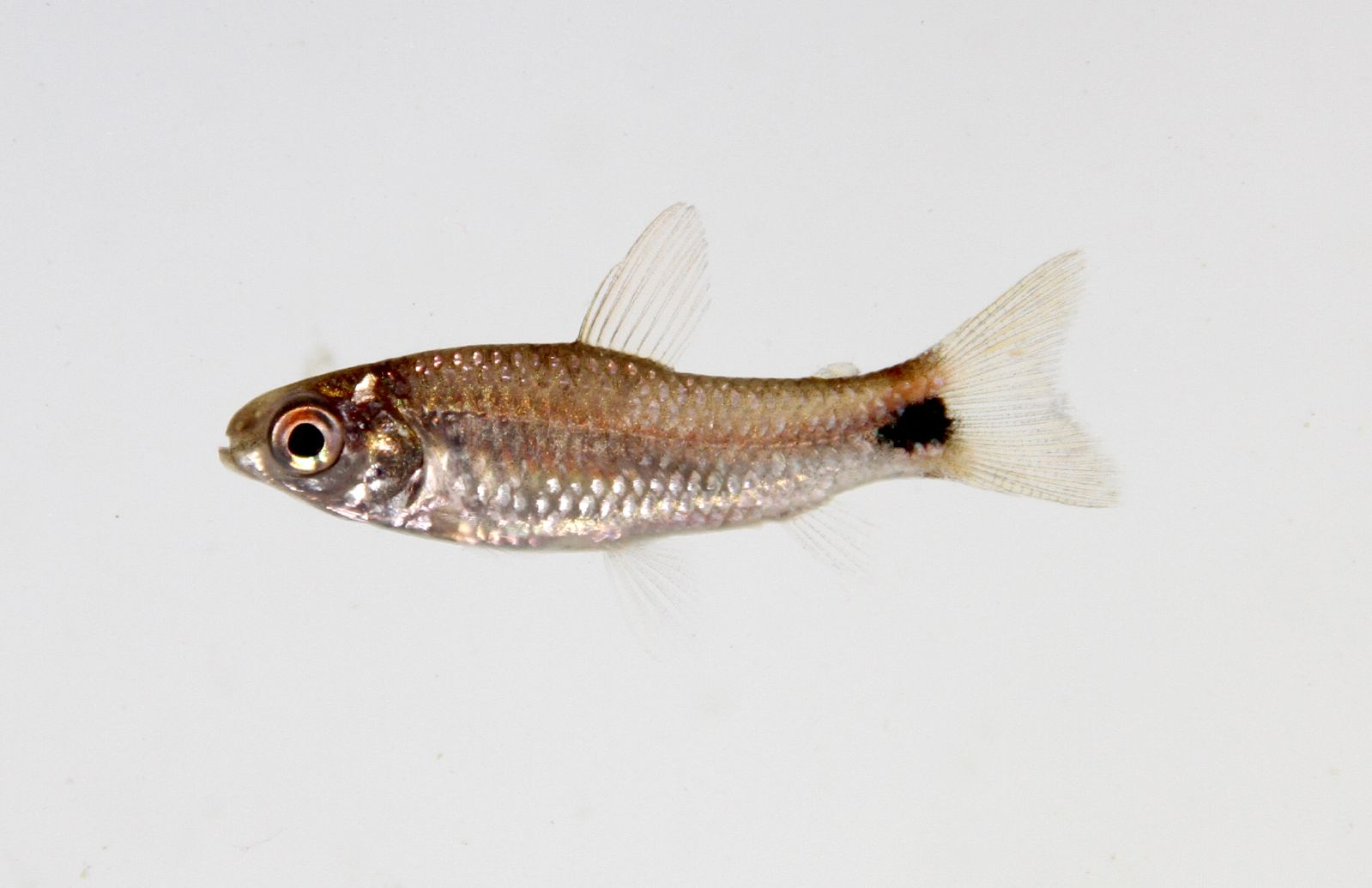
Individuo giovanile di Cyphocharax sp.

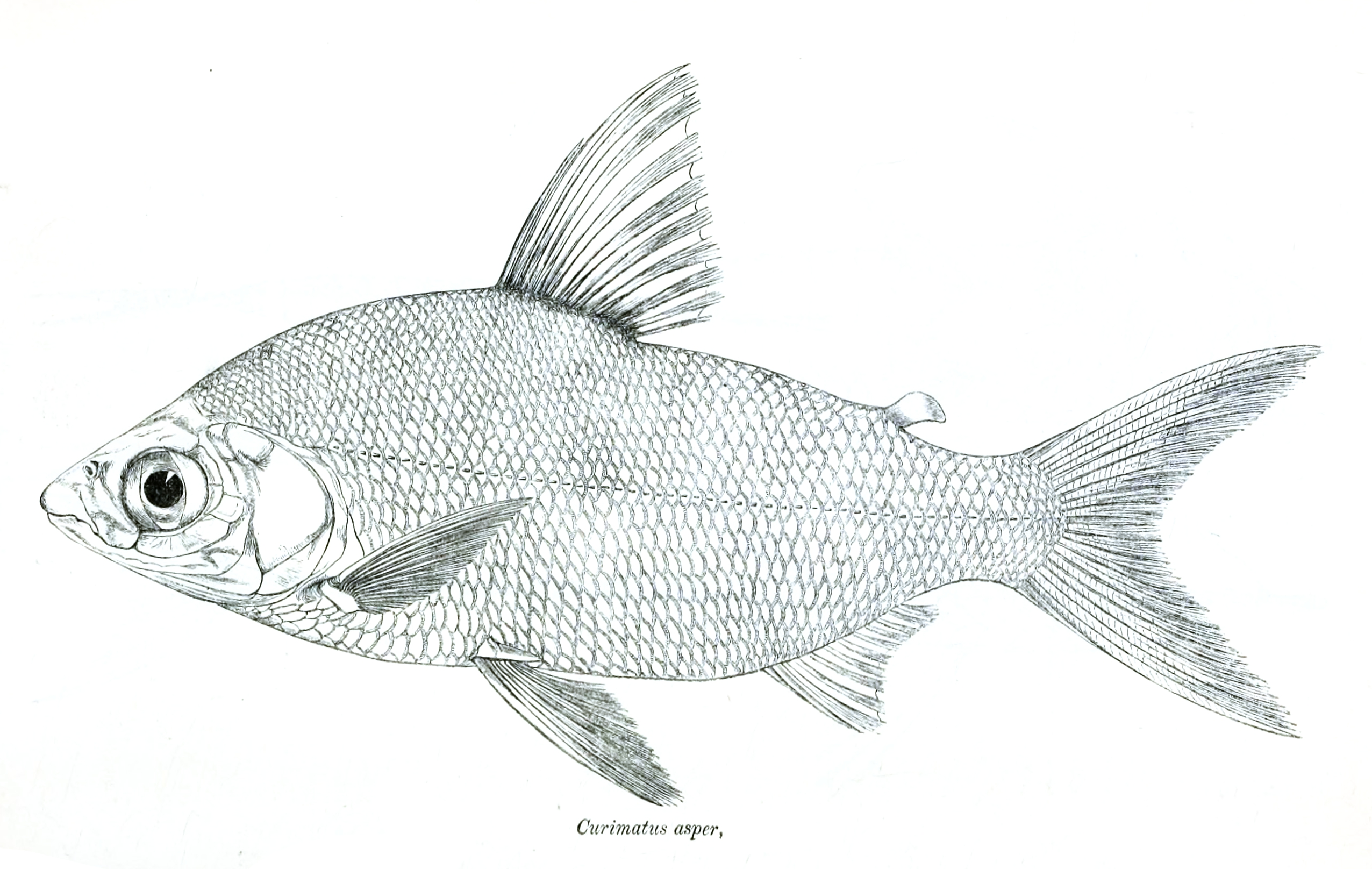
Curimata aspera

I Curimatidae sono una famiglia di pesci ossei d'acqua dolce appartenenti all'ordine Characiformes.

## Distribuzione e habitat
Questa famiglia è endemica delle regioni tropicali e subtropicali dell'America meridionale e del sud dell'America centrale. Mostrano la massima diversità nei bacini del Rio delle Amazzoni e dell'Orinoco.
Popolano soprattutto acque ferme o a debolissima corrente, sono particolarmente comuni in laghi e stagni della foresta pluviale.

## Descrizione
I Curimatidae sono tipici Characiformes con una sagoma che può essere da affusolata a compressa lateralmente. Hanno una singola pinna dorsale seguita da una piccola pinna adiposa, pinna caudale forcuta, pinna anale piuttosto grande e pinne ventrali inserite piuttosto indietro. Sono assenti i raggi spinosi su tutte le pinne. La bocca è molto piccola e priva di denti.
Le dimensioni sono molto variabili tra specie e specie ma sono di solito piuttosto piccole, la taglia massima è di una trentina di centimetri.

## Biologia
Molte specie di questa famiglia compiono lunghe migrazioni raggruppandosi in gruppi numerosi. Spesso formano popolazioni numerosissime e costituiscono una frazione rilevante dell'ittiofauna degli ambienti in cui vivono.

### Alimentazione
Si nutrono di detrito, alghe microscopiche e materiali organici vari purché in particelle molto piccole.

## Pesca
Vengono catturati in abbondanza in Sudamerica, soprattutto in Colombia, Venezuela e Amazzonia.

## Specie
- Genere Curimatá
  - Curimata acutirostris
  - Curimata aspera
  - Curimata cerasina
  - Curimata cisandina
  - Curimata cyprinoides
  - Curimata incompta
  - Curimata inornata
  - Curimata knerii
  - Curimata macrops
  - Curimata mivartii
  - Curimata ocellata
  - Curimata roseni
  - Curimata vittata
- Genere Curimatella
  - Curimatella alburna
  - Curimatella dorsalis
  - Curimatella immaculata
  - Curimatella lepidura
  - Curimatella meyeri
- Genere Curimatopsis
  - Curimatopsis crypticus
  - Curimatopsis evelynae
  - Curimatopsis macrolepis
  - Curimatopsis microlepis
  - Curimatopsis myersi
- Genere Cyphocharax
  - Cyphocharax abramoides
  - Cyphocharax aspilos
  - Cyphocharax biocellatus
  - Cyphocharax derhami
  - Cyphocharax festivus
  - Cyphocharax gangamon
  - Cyphocharax gilbert
  - Cyphocharax gillii
  - Cyphocharax gouldingi
  - Cyphocharax helleri
  - Cyphocharax laticlavius
  - Cyphocharax leucostictus
  - Cyphocharax magdalenae
  - Cyphocharax meniscaprorus
  - Cyphocharax mestomyllon
  - Cyphocharax microcephalus
  - Cyphocharax modestus
  - Cyphocharax multilineatus
  - Cyphocharax nagelii
  - Cyphocharax nigripinnis
  - Cyphocharax notatus
  - Cyphocharax oenas
  - Cyphocharax pantostictos
  - Cyphocharax pinnilepis
  - Cyphocharax platanus
  - Cyphocharax plumbeus
  - Cyphocharax punctatus
  - Cyphocharax saladensis
  - Cyphocharax santacatarinae
  - Cyphocharax signatus
  - Cyphocharax spilotus
  - Cyphocharax spiluropsis
  - Cyphocharax spilurus
  - Cyphocharax stilbolepis
  - Cyphocharax vanderi
  - Cyphocharax vexillapinnus
  - Cyphocharax voga
- Genere Cyphocharax
  - Potamorhina altamazonica
  - Potamorhina laticeps
  - Potamorhina latior
  - Potamorhina pristigaster
  - Potamorhina squamoralevis
- Genere Psectrogaster
  - Psectrogaster amazonica
  - Psectrogaster ciliata
  - Psectrogaster curviventris
  - Psectrogaster essequibensis
  - Psectrogaster falcata
  - Psectrogaster rhomboides
  - Psectrogaster rutiloides
  - Psectrogaster saguiru
- Genere Pseudocurimata
  - Pseudocurimata boehlkei
  - Pseudocurimata boulengeri
  - Pseudocurimata lineopunctata
  - Pseudocurimata patiae
  - Pseudocurimata peruana
  - Pseudocurimata troschelii
- Genere Steindachnerina
  - Steindachnerina amazonica
  - Steindachnerina argentea
  - Steindachnerina atratoensis
  - Steindachnerina bimaculata
  - Steindachnerina binotata
  - Steindachnerina biornata
  - Steindachnerina brevipinna
  - Steindachnerina conspersa
  - Steindachnerina corumbae
  - Steindachnerina dobula
  - Steindachnerina elegans
  - Steindachnerina fasciata
  - Steindachnerina gracilis
  - Steindachnerina guentheri
  - Steindachnerina hypostoma
  - Steindachnerina insculpta
  - Steindachnerina leucisca
  - Steindachnerina notograptos
  - Steindachnerina notonota
  - Steindachnerina planiventris
  - Steindachnerina pupula
  - Steindachnerina quasimodoi
  - Steindachnerina seriata
  - Steindachnerina varii